# Perissus myops
Perissus myops là một loài bọ cánh cứng trong họ Cerambycidae.